# Floréal (hebdomadaire)
Pour les articles homonymes, voir Floréal.
Floréal, l'hebdomadaire illustré du monde du travail est un périodique culturel français publié de 1920 à 1924.

## Histoire
Fondé par le créateur de dictionnaire Aristide Quillet en août 1919 en ce qui constitue un numéro-programme, Floréal sort son premier véritable numéro le 3 janvier 1920 sur 24 pages dont une partie est en bichromie. 
La direction est assurée par l'avocat et homme politique Joseph Paul-Boncour, assisté par Jean-Lorris (Léon Leroy dit, 1879-1932), Fernand Corcos et M. Castaing. Le siège est au 278 boulevard Saint-Germain à Paris.  
Cette publication entend offrir aux travailleurs une revue de qualité : par la mise en page, les illustrations abondantes, les sujets variés qui laissent une grande place à la culture (théâtre, peinture, littérature, cinéma, musique, sport…).
Chaque numéro comporte un cahier central de 4 pages composé de reproductions de photographies. Une double page sur la mode termine en général la revue. Dans les éditions suivantes, des nouvelles en feuilletons et de courtes pièces de théâtre sont également proposées aux lecteurs.
Résolument socialiste, Floréal s'assure le concours de journalistes et d’écrivains comme Lucien Descaves, Roland Dorgelès, Georges Duhamel, Camille Flammarion, Louis Guilloux, Léo Larguier, J.-H. Rosny aîné, Victor Margueritte, Gaston Couté, Fanny Clar, Charles Vildrac, Renée Dunan...
On note aussi des plumes politiques comme celle d'André Lebey et de syndicalistes comme Léon Jouhaux.
Des illustrateurs, qui assurent parfois la couverture, et des dessinateurs de presse satirique sont très présents : Antral, Maurice Watt, H.-P. Gassier, Jean Bray, Marix, Calvo, Robert Le Noir, Henry Chapront, Samanos, Maximilien Vox… 
Après le congrès de Tours, Quillet décide de suspendre l'hebdomadaire en juillet 1921. Les rédacteurs forment alors une structure, Les Éditions Floréal, qui va prendre le relais.
Fin mars 1922, à la formule hebdomadaire sous-titrée désormais « L’actualité illustrée - Le travail, la science, les lettres, les arts » s'ajoute un mensuel en bichromie sur papier glacé baptisé Floréal, magazine universel illustré de la famille. Paraît également Floréal-bibliothèque. Revue trimestrielle des livres. 
En 1923, est lancée la collection « Floréal-roman », des volumes faisant jusqu'à 112 pages, vendus en supplément du périodique ; 12 titres paraîtront, avec des couvertures illustrées entre autres par Raymond Cazanave et Raymond Pallier. 
En juillet 1923, Paul-Boncour cesse de diriger et quitte la structure éditoriale qui clôture ses activités en livrant un dernier numéro hebdomadaire le 19 janvier 1924.